# Coupe d'Europe des nations d'athlétisme 2001
Navigation
CE des nations 2000 CE des nations 2002
La 22e coupe d'Europe des nations d'athlétisme s'est déroulée les 23 et 24 juin 2001 à Brême en Allemagne pour la Superligue, à Vaasa et Budapest pour la 1re division, à Riga et Nicosie pour la 2e division. Elle comporte 20 épreuves chez les hommes et 19 chez les femmes.

## Superligue

### Résultats
La Pologne tout juste promue obtient sa première (et seule) victoire chez les hommes.

Chez les femmes, la Russie obtient une 5e victoire consécutive.
| Place | Pays        | Points |
| ----- | ----------- | ------ |
| 1     | Pologne     | 107    |
| 2     | Russie      | 97     |
| 3     | Italie      | 94     |
| 4     | Allemagne   | 93     |
| 5     | Royaume-Uni | 91     |
| 6     | France      | 87     |
| 7     | Espagne     | 77     |
| 8     | Grèce       | 67     |

| Place | Pays               | Points |
| ----- | ------------------ | ------ |
| 1     | Russie             | 126,5  |
| 2     | Allemagne          | 117    |
| 3     | France             | 86     |
| 4     | Royaume-Uni        | 82     |
| 5     | Roumanie           | 78     |
| 6     | Italie             | 72,5   |
| 7     | Biélorussie        | 70     |
| 8     | République tchèque | 47     |

### Résultats par épreuve

#### Hommes
| Épreuve | Or                                                                           | Or             | Argent                                                                | Argent         | Bronze                                                                | Bronze         |
| --- | ---------------------------------------------------------------------------- | -------------- | --------------------------------------------------------------------- | -------------- | --------------------------------------------------------------------- | -------------- |
| 100 m (Vent : +1,4 m/s) | Mark Lewis-Francis GBR                                                       | 10 s 13        | Konstantinos Kenteris GRE                                             | 10 s 15        | Frédéric Krantz FRA                                                   | 10 s 27        |
| 200 m (Vent : -0,7 m/s) | Konstantinos Kenteris GRE                                                    | 20 s 31        | Marlon Devonish GBR                                                   | 20 s 59        | Marcin Urbas POL                                                      | 20 s 69        |
| 400 m | Marc Raquil FRA                                                              | 44 s 95        | Robert Mackowiak POL                                                  | 45 s 48        | David Canal ESP                                                       | 45 s 52        |
| 800 m | Pawel Czapiewski POL                                                         | 1 min 48 s 28  | Andrea Longo ITA                                                      | 1 min 48 s 54  | Simon Lees GBR                                                        | 1 min 48 s 80  |
| 1 500 m | José Antonio Redolat ESP                                                     | 3 min 45 s 81  | Mehdi Baala FRA                                                       | 3 min 46 s 29  | Leszek Zblewski POL                                                   | 3 min 47 s 06  |
| 3 000 m | Driss Maazouzi FRA                                                           | 7 min 52 s 26  | Andrés Díaz ESP                                                       | 7 min 52 s 59  | John Mayock GBR                                                       | 7 min 56 s 06  |
| 5 000 m | Ismaïl Sghyr FRA                                                             | 13 min 50 s 47 | Alberto García ESP                                                    | 13 min 50 s 96 | Marco Mazza ITA                                                       | 13 min 55 s 85 |
| 3 000 m steeple | Bouabdellah Tahri FRA                                                        | 8 min 38 s 02  | Antonio Jiménez ESP                                                   | 8 min 38 s 09  | Ralf Assmus GER                                                       | 8 min 39 s 34  |
| 110 m haies (Vent : +1,3 m/s) | Yevgeniy Pechonkin RUS                                                       | 13 s 38        | Florian Schwarthoff GER                                               | 13 s 57        | Tony Jarrett GBR                                                      | 13 s 58        |
| 400 m haies | Fabrizio Mori ITA                                                            | 48 s 39        | Marek Plawgo POL                                                      | 48 s 98        | Stéphane Diagana FRA                                                  | 49 s 07        |
| 4 × 100 m | ITA Francesco Scuderi Alessandro Cavallaro Maurizio Checcucci Andrea Colombo | 38 s 89        | GBR Allyn Condon Marlon Devonish Christian Malcolm Mark Lewis-Francis | 38 s 99        | POL Marcin Krzywański Marcin Jędrusiński Piotr Balcerzak Marcin Urbaś | 39 s 00        |
| 4 × 400 m | POL Piotr Rysiukiewicz Piotr Haczek Piotr Dlugosielski Robert Mackowiak      | 3 min 1 s 79   | RUS Boris Gorban Ruslan Mashchenko Dmitriy Golovastov Andreï Semionov | 3 min 2 s 09   | GER Ingo Schultz Michael Dragu Marc Alexander Scheer Lars Figura      | 3 min 2 s 71   |
| Saut en hauteur | Yaroslav Rybakov RUS                                                         | 2,28 m         | Grzegorz Sposób POL                                                   | 2,23 m         | Martin Buß GER                                                        | 2,19 m         |
| Saut à la perche | Michael Stolle GER                                                           | 5,75 m         | Adam Kolasa POL                                                       | 5,68 m         | Vasiliy Gorshkov RUS                                                  | 5,68 m         |
| Saut en longueur | Danila Burkenya RUS                                                          | 7,89 m         | Chris Tomlinson GBR                                                   | 7,67 m         | Grzegorz Marciniszyn POL                                              | 7,64 m         |
| Triple saut | Jonathan Edwards GBR                                                         | 17,26 m        | Christos Meletoglou GRE                                               | 17,19 m        | Paolo Camossi ITA                                                     | 16,97 m        |
| Lancer du poids | Manuel Martínez ESP                                                          | 21,03 m        | Pavel Chumachenko RUS                                                 | 20,54 m        | Paolo Dal Soglio ITA                                                  | 20,02 m        |
| Lancer du disque | Lars Riedel GER                                                              | 66,63 m        | Mario Pestano ESP                                                     | 65,60 m        | Dmitri Chevtchenko RUS                                                | 65,26 m        |
| Lancer du marteau | Szymon Ziólkowski POL                                                        | 80,87 m        | Nicola Vizzoni ITA                                                    | 80,13 m        | Christos Polychroniou GRE                                             | 78,34 m        |
| Lancer du javelot | Kostas Gatsioudis GRE                                                        | 88,33 m        | Sergey Makarov RUS                                                    | 83,24 m        | Raymond Hecht GER                                                     | 83,05 m        |
| Records et Performances - AR : Record continental (area record) - CR : Record des championnats (championship record) - MR : Record du meeting (meet record) - NR : Record national (national record) - OR : Record olympique (olympic record) - PR : Record paralympique (paralympic record) - PB : Record personnel (personal best) - SB : Meilleure performance personnelle de la saison (season's best) - WL : Meilleure performance mondiale de l'année (world leader) - WJR : Record du monde junior (world junior record) - WR : Record du monde (world record) Circonstances et Conditions - DNF : N'a pas terminé (did not finish) - DNS : N'a pas pris le départ (did not start) - DQ : Disqualification (disqualification) - NM : Aucun essai valable enregistré (No Mark) - Q : Qualifié « directement » au prochain tour (ou à la prochaine compétition), lors d'une compétition majeure, grâce au classement ou à la réalisation des minima (automatic qualifier) - q : Qualifié au prochain tour (ou à la prochaine compétition), lors d'une compétition majeure, grâce au repêchage ou à la réalisation de l'une des meilleures performances parmi celles des « non qualifiés directement » (grâce au meilleur temps ou à la meilleure distance par exemple) (secondary qualifier) |                                                                              |                |                                                                       |                |                                                                       |                |

#### Femmes
| Épreuve | Or                                                               | Or                | Argent                                                                     | Argent         | Bronze                                                           | Bronze         |
| --- | ---------------------------------------------------------------- | ----------------- | -------------------------------------------------------------------------- | -------------- | ---------------------------------------------------------------- | -------------- |
| 100 m (Vent : +2,8 m/s) | Marina Kislova RUS                                               | 11 s 23w          | Natalya Safronnikova BLR                                                   | 11 s 26w       | Katia Benth FRA                                                  | 11 s 38w       |
| 200 m (Vent : -0,7 m/s) | Natalya Safronnikova BLR                                         | 22 s 68           | Ionela Tîrlea ROM                                                          | 22 s 85        | Svetlana Goncharenko RUS                                         | 22 s 87        |
| 400 m | Grit Breuer GER                                                  | 50 s 49           | Francine Landre FRA                                                        | 51 s 21        | Natalya Antyukh RUS                                              | 51 s 37        |
| 800 m | Irina Mistyukevich RUS                                           | 1 min 59 s 09     | Ivonne Teichmann GER                                                       | 1 min 59 s 39  | Natalya Dukhnova BLR                                             | 1 min 59 s 95  |
| 1 500 m | Violeta Szekely ROM                                              | 4 min 06 s 43     | Olga Yegorova RUS                                                          | 4 min 06 s 59  | Hayley Tullett GBR                                               | 4 min 07 s 83  |
| 3 000 m | Kathy Butler GBR                                                 | 9 min 03 s 71     | Maria Cristina Grosu ROM                                                   | 9 min 04 s 91  | Fatima Yvelain FRA                                               | 9 min 05 s 30  |
| 5 000 m | Yelena Zadorozhnaya RUS                                          | 14 min 40 s 47 CR | Paula Radcliffe GBR                                                        | 14 min 49 s 84 | Mihaela Botezan ROM                                              | 15 min 08 s 78 |
| 100 m haies (Vent : +0,6 m/s) | Irina Korotya RUS                                                | 13 s 06           | Linda Ferga FRA                                                            | 13 s 10        | Kirsten Bolm GER                                                 | 13 s 15        |
| 400 m haies | Yuliya Nosova RUS                                                | 53 s 84 CR        | Ionela Tîrlea ROM                                                          | 55 s 08        | Heike Meissner GER                                               | 55 s 33        |
| 4 × 100 m | GER Melanie Paschke Sina Schielke Birgit Rockmeier Marion Wagner | 43 s 02           | RUS Natalya Ignatova Irina Khabarova Marina Kislova Oksana Ekk             | 43 s 15        | FRA Katia Benth Frédérique Bangué Fabé Dia Odiah Sidibé          | 43 s 45        |
| 4 × 400 m | GER Claudia Marx Shanta Ghosh Florence Ekpo-Umoh Grit Breuer     | 3 min 23 s 81     | RUS Olga Maksimova Natalya Khrushcheleva Yuliya Pechenkina Natalya Antyukh | 3 min 24 s 58  | FRA Francine Landre Peggy Babin Sylvanie Morandais Anita Mormand | 3 min 26 s 23  |
| Saut en hauteur | Susan Jones GBR                                                  | 1,95 m            | Alina Astafei GER                                                          | 1,89 m         | Olga Kaliturina RUS                                              | 1,89 m         |
| Saut à la perche | Svetlana Feofanova RUS                                           | 4,60 m CR         | Janine Whitlock GBR                                                        | 4,34 m         | Pavla Hamácková CZE                                              | 4,34 m         |
| Saut en longueur | Heike Drechsler GER                                              | 6,79 m            | Eunice Barber FRA                                                          | 6,71 m         | Fiona May ITA                                                    | 6,57 m         |
| Triple saut | Tatyana Lebedeva RUS                                             | 14,89 m           | Natalya Safronova BLR                                                      | 14,10 m w      | Cristina Nicolau ROM                                             | 13,83 m        |
| Lancer du poids | Nadine Kleinert-Schmitt GER                                      | 19,30 m           | Irina Korzhanenko RUS                                                      | 19,27 m        | Assunta Legnante ITA                                             | 17,51 m        |
| Lancer du disque | Franka Dietzsch GER                                              | 64,04 m           | Natalya Sadova RUS                                                         | 63,77 m        | Nicoleta Grasu ROM                                               | 62,33 m        |
| Lancer du marteau | Olga Tsander BLR                                                 | 68,40 m           | Kirsten Münchow GER                                                        | 68,09 m        | Lorraine Shaw GBR                                                | 67,98 m        |
| Lancer du javelot | Nikola Tomecková CZE                                             | 64,77 m           | Steffi Nerius GER                                                          | 63,12 m        | Claudia Coslovich ITA                                            | 63,07 m        |
| Records et Performances - AR : Record continental (area record) - CR : Record des championnats (championship record) - MR : Record du meeting (meet record) - NR : Record national (national record) - OR : Record olympique (olympic record) - PR : Record paralympique (paralympic record) - PB : Record personnel (personal best) - SB : Meilleure performance personnelle de la saison (season's best) - WL : Meilleure performance mondiale de l'année (world leader) - WJR : Record du monde junior (world junior record) - WR : Record du monde (world record) Circonstances et Conditions - DNF : N'a pas terminé (did not finish) - DNS : N'a pas pris le départ (did not start) - DQ : Disqualification (disqualification) - NM : Aucun essai valable enregistré (No Mark) - Q : Qualifié « directement » au prochain tour (ou à la prochaine compétition), lors d'une compétition majeure, grâce au classement ou à la réalisation des minima (automatic qualifier) - q : Qualifié au prochain tour (ou à la prochaine compétition), lors d'une compétition majeure, grâce au repêchage ou à la réalisation de l'une des meilleures performances parmi celles des « non qualifiés directement » (grâce au meilleur temps ou à la meilleure distance par exemple) (secondary qualifier) |                                                                  |                   |                                                                            |                |                                                                  |                |

## Première division
La 1re division (First League), divisée en deux groupes, se dispute à Vaasa (Finlande) et à Budapest (Hongrie) les 23 et 24 juin 2001. L'Ukraine qualifie ses deux équipes pour la Superligue.
| Place | Pays        | Points |
| ----- | ----------- | ------ |
| 1     | Finlande    | 110    |
| 2     | Suède       | 106    |
| 3     | Tchéquie    | 101    |
| 4     | Norvège     | 94,5   |
| 5     | Suisse      | 87,5   |
| 6     | Portugal    | 82,5   |
| 7     | Biélorussie | 77     |
| 8     | Irlande     | 60,5   |

| Place | Pays           | Points |
| ----- | -------------- | ------ |
| 1     | Ukraine        | 131    |
| 2     | Roumanie       | 104    |
| 3     | Pays-Bas       | 97,5   |
| 4     | Hongrie        | 93,5   |
| 5     | Slovénie       | 86     |
| 6     | Slovaquie      | 73     |
| 7     | RF Yougoslavie | 71     |
| 8     | Bulgarie       | 60     |

| Place | Pays     | Points |
| ----- | -------- | ------ |
| 1     | Pologne  | 122    |
| 2     | Espagne  | 106    |
| 3     | Grèce    | 101    |
| 4     | Suède    | 95     |
| 5     | Portugal | 76     |
| 6     | Finlande | 70     |
| 7     | Belgique | 63     |
| 8     | Lituanie | 51     |

| Place | Pays           | Points |
| ----- | -------------- | ------ |
| 1     | Ukraine        | 119    |
| 2     | Bulgarie       | 109    |
| 3     | Pays-Bas       | 92     |
| 4     | Hongrie        | 88     |
| 5     | Slovénie       | 83     |
| 6     | Turquie        | 72,5   |
| 7     | Autriche       | 62     |
| 8     | RF Yougoslavie | 56,5   |

## Seconde division
La 2e division (Second League), divisée en deux groupes, se dispute les 23 et 24 juin 2001 à Riga (Lettonie) et à Nicosie (Chypre).
| Place | Pays       | Points |
| ----- | ---------- | ------ |
| 1     | Norvège    | 136,5  |
| 2     | Lettonie   | 131    |
| 3     | Irlande    | 129    |
| 4     | Estonie    | 116,5  |
| 5     | Danemark   | 115    |
| 6     | Moldavie   | 97     |
| 7     | Géorgie    | 44     |
| 8     | Luxembourg | 43     |
| 9     | Arménie    | 32     |

| Place | Pays      | Points |
| ----- | --------- | ------ |
| 1     | Suisse    | 131    |
| 2     | Slovaquie | 109    |
| 3     | Israël    | 98     |
| 4     | Croatie   | 97     |
| 5     | Chypre    | 86     |
| 6     | Islande   | 78     |
| 7     | Albanie   | 48     |
| 8     | AASSE     | 32     |

| Place | Pays       | Points |
| ----- | ---------- | ------ |
| 1     | Danemark   | 141    |
| 2     | Lituanie   | 126    |
| 3     | Lettonie   | 125    |
| 4     | Estonie    | 120    |
| 5     | Turquie    | 115    |
| 6     | Moldavie   | 76     |
| 7     | Géorgie    | 64     |
| 8     | Luxembourg | 60     |
| 9     | Arménie    | 51     |

| Place | Pays               | Points |
| ----- | ------------------ | ------ |
| 1     | Belgique           | 143    |
| 2     | Autriche           | 118    |
| 3     | Croatie            | 105    |
| 4     | Israël             | 93     |
| 5     | Chypre             | 92     |
| 6     | Islande            | 71     |
| 7     | AASSE              | 47     |
| 8     | Bosnie-Herzégovine | 45     |

|  | Vainqueur de la compétition |  | Promotion en division supérieure |  | Relégation en division inférieure |